# ICD (기업)
주식회사 ICD는 대한민국의 디스플레이 장비 기업이다.
주요 고객사으로는 삼성디스플레이, LG디스플레이, 캐논토키(Canon Tokki), 중국 대부분의 패널 업체이다.

## 같이 보기
- 필옵틱스
- 힘스
- HB솔루션